# Okręty podwodne typu Seehund

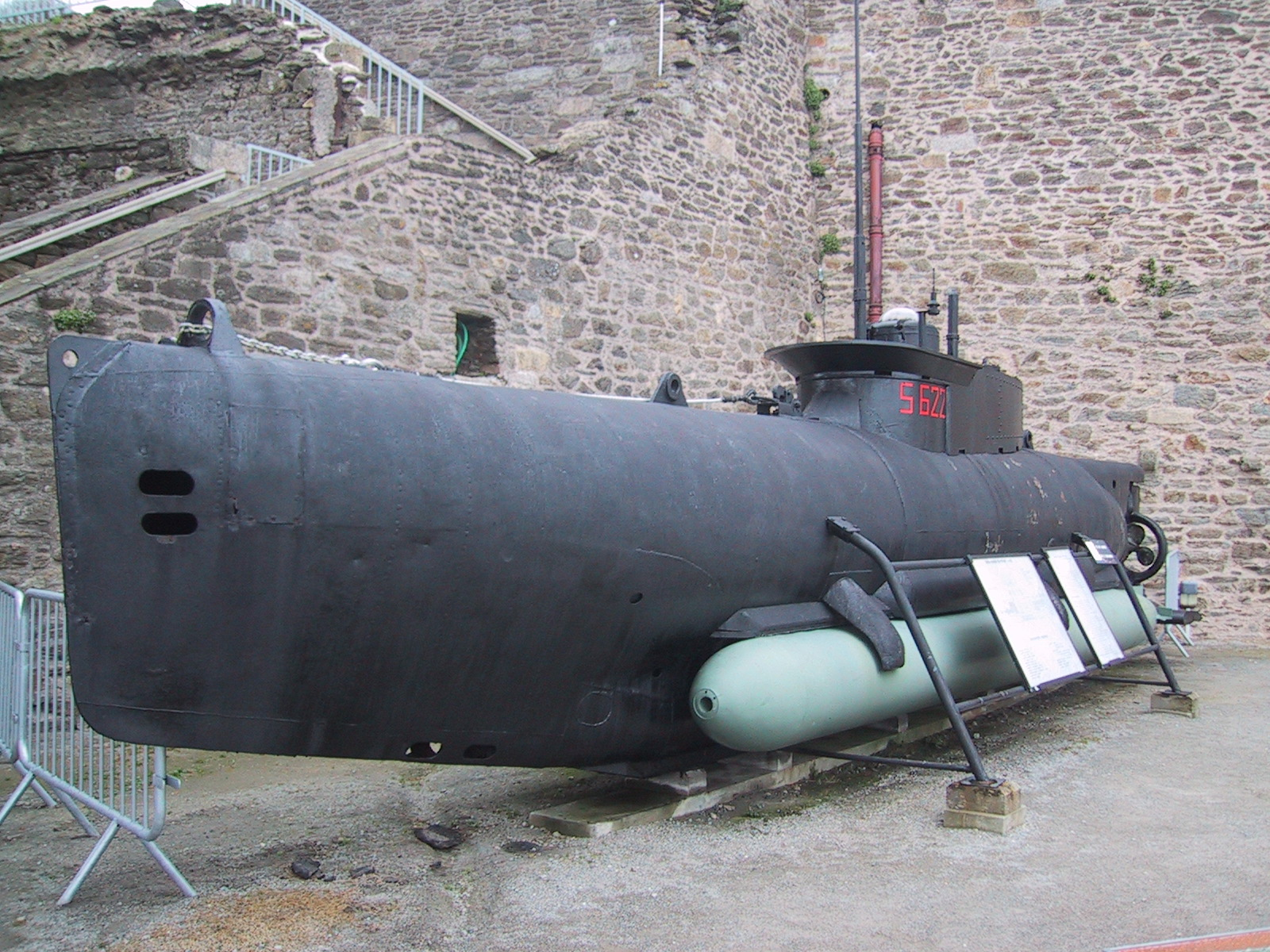
Miniaturowy okręt podwodny typu Seehund na wystawie w Musée national de la Marine de Brest w mieście Brest we Francji

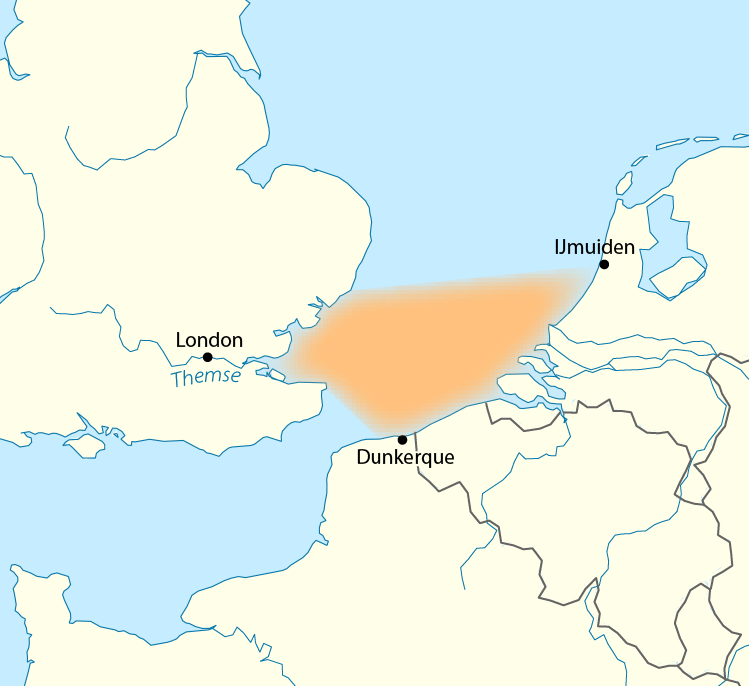
Rejon działania Seehundów

Seehund (niem. foka) – niemiecki miniaturowy okręt podwodny z okresu II wojny światowej. Oznaczany także jako Typ XXVII B 5 lub Typ 127.

## Projekt
Po kilku próbach udoskonalenia miniaturowych okrętów podwodnych, plany okrętów typu Seehund zostały opracowane w pierwszych miesiącach 1944 roku. We wrześniu tego samego roku gotowe były już trzy prototypy zbudowane w Kilonii.

## Charakterystyka i przeznaczenie
Okręty typu Seehund zaprojektowane zostały do służby na stosunkowo płytkich wodach w niedużej odległości od swojej bazy, tak aby mogły szybko zawrócić po wystrzeleniu dwóch podwieszanych na zewnętrznych szynach torped, załadować nowe i powrócić na pole bitwy. Seehundy mogły atakować na powierzchni nawet przy burzliwej pogodzie, jednak aby wykonać atak w zanurzeniu, musiały być niemal nieruchome.
Ze względu na małe rozmiary oraz cichy, elektryczny silnik, okręty te były trudne do wykrycia i zatopienia. Maksymalna głębokość zanurzenia wynosiła 30 metrów.

## Produkcja
| Produkcja okrętów Seehund |                                |
| Okres                     | Liczba wyprodukowanych okrętów |
| Wrzesień 1944             | 3                              |
| Październik 1944          | 35                             |
| Listopad 1944             | 61                             |
| Grudzień 1944             | 70                             |
| Styczeń 1945              | 35                             |
| Luty 1945                 | 27                             |
| Marzec 1945               | 46                             |
| Kwiecień 1945             | 8                              |

W okresie od września 1944 roku do kwietnia 1945 wyprodukowano łącznie 285 Seehundów, przede wszystkim w Schichau-Werke w Elblągu, z czego przynajmniej 138 służyło w Kriegsmarine. Były to okręty o numerach od U-5001 do U-5118 oraz od U-5251 do U-5269. Kiedy wojna dobiegła końca, w halach fabrycznych na wykończenie czekały kolejne 93 jednostki. Od 1944 roku planowano wybudowanie ponad 1000 Seehundów. Tabela przedstawia liczbę wyprodukowanych okrętów w poszczególnych miesiącach począwszy od września 1944 roku. 
Trzeba jednak zaznaczyć, że np. Historic Naval Ships Association podaje zupełnie różną liczbę wyprodukowanych jednostek: 67 z 1284 zamówionych. 

## Służba
Seehundy operowały przede wszystkim u wybrzeży Niemiec oraz w rejonie kanału La Manche. Od stycznia 1945 okręty te operowały u ujścia Skaldy. W ostatnich miesiącach wojny wykorzystywane były do transportu zaopatrzenia i uzupełnień pomiędzy okrążonymi garnizonami na wybrzeżach.
Od stycznia do kwietnia 1945 okręty te opuszczały bazy sto czterdzieści dwa razy, zatapiając prawdopodobnie osiem jednostek o łącznej pojemności 17 301 BRT i uszkadzając trzy z nich przy stratach własnych wynoszących trzydzieści pięć jednostek, których przyczyną była w większości przypadków zła pogoda.